# Р-Клуб (группа)
Р-Клуб — свердловская рок-группа, организованная в 1981 году гитаристом Игорем «Егором» Белкиным (впоследствии ставшим известным как гитарист рок-групп «Урфин Джюс», «Настя» и «Наутилус Помпилиус»).  В начале 1981 года группа приняла участие в Первом фестивале Свердловского Архитектурного института, где получила Гран-при. Летом 1981 года на базе клуба «Радуга» (Верхняя Пышма) и передвижной студии продюсера Геннадия Баранова и режиссёра Валерия Курышкина был записан первый альбом группы, получивший название «Не утешайся!». Во время записи Белкин познакомился с Александром Пантыкиным, который пригласил его в свою группу «Урфин Джюс» в качестве гитариста и вокалиста. Клавишник и один из авторов песен Виктор Резников занялся звукорежиссурой и реализацией дальнейших творческих идей, создав группу «Коктейль».
Состав группы:

«Р-Клуб» на I фестивале Свердловского рок-клуба, 20 июня 1986 года. Слева направо: Сергей «Агап» Долгополов, Игорь «Егор» Белкин

- Игорь (Егор) Белкин — гитара, вокал, автор песен
- Виктор Резников — клавишные, вокал, автор песен
- Олег Моисеев — бас-гитара
- Сергей Полухин — барабаны
- Сергей «Агап» Долгополов — гитара, вокал

В 1986 году группа временно собирается снова теперь уже как квартет. Вместо Белкина солистом становится Сергей Долгополов, а новыми музыкантами становятся барабанщик Владимир Назимов (экс-«Урфин Джюс») и гитарист Михаил Злоцкий. В таком составе записывается магнитоальбом «2х2=4». 20 июня 1986 года «Р-Клуб» принимает участие в открытии I фестиваля Свердловского рок-клуба (специально к выступлению в состав был приглашён Егор Белкин). Однако жюри не аттестовало группу из-за нового стиля исполнения, приближённому к панк-року, и имиджа вокалиста группы. В результате чего группа прекратила существование.
После второго распада «Р-Клуба» наиболее заметными фигурами в рок-музыке остались Назимов и Долгополов — первый успел переиграть в львиной доле рок-клубовских команд («Настя», «ЧайФ», «Наутилус Помпилиус», «Коктейль», «ТОП»), второй же успел поработать вокалистом проекта Евгения Димова «Степ», с которым записал два альбома — «Кокс» (1987) и «Мост-II» (1996).

## Альбом «Не утешайся!» (1981)

### Список композиций
Слова и музыка всех песен — Игорь «Егор» Белкин, кроме указанных особо.
| №   | Название             | Автор(ы)    | Длительность |
| --- | -------------------- | ----------- | ------------ |
| 1.  | «Пойте все!»         |             | 5:43         |
| 2.  | «У меня есть крылья» | В. Резников | 5:07         |
| 3.  | «Не утешайся!»       |             | 4:23         |
| 4.  | «Рисунок сына»       | В. Резников | 5:29         |
| 5.  | «Сказка»             | В. Резников | 3:24         |
| 6.  | «Два музыканта»      |             | 8:34         |
| 7.  | «Мой жираф»          |             | 3:49         |
| 8.  | «Отпусти меня»       |             | 5:43         |
| 9.  | «Ход времени»        |             | 6:51         |
| 10. | «Браво, Рок-н-ролл!» |             | 4:54         |

### Участники записи
Группа «Р-КЛУБ» (Верхняя Пышма Свердловской области):
- Игорь (Егор) Белкин — гитара, 12-струнная гитара, вокал, кастрюля
- Виктор Резников — орган, 12-струнная гитара, вокал
- Олег Моисеев — бас-гитара
- Сергей Полухин — барабаны
- Сергей «Агап» Долгополов — вокал, 12-струнная гитара, «медиатор»

Персоны:
- звукооператор — Александр Пантыкин (фортепиано в «Браво, Рок-н-Ролл!»)
- звукотехник — Валерий Курышкин
- художник — Олег Ракович
- администратор — Геннадий Е. Баранов

«Р-КЛУБ» благодарит всех, принимавших участие в записи альбома…

## Альбом «2х2=4» (1986)

### Список композиций
Автор музыки — Михаил Злоцкий, автор текстов — Николай Соляник
| №  | Название             | Длительность |
| -- | -------------------- | ------------ |
| 1. | «В тишине»           | 3:17         |
| 2. | «Прокажённый»        | 4:32         |
| 3. | «Диско-кибер»        | 3:18         |
| 4. | «Ты можешь»          | 2:54         |
| 5. | «Время»              | 2:19         |
| 6. | «В ожидании августа» | 4:33         |
| 7. | «2х2=4»              | 3:14         |

В альбом не вошла композиция «Полночный цирк» в связи с неудачной попыткой записи оной.

### Участники записи
- Сергей «Агап» Долгополов — вокал, гитара
- Михаил Злоцкий — гитара, вокал
- Олег Моисеев — бас-гитара
- Владимир Назимов — барабаны
- Звукорежиссёры — Леонид Порохня, Дмитрий Тарик
- Оформление альбома — Александр Коротич